# Rạch Bà Tàng – Cầu Sập
Rạch Bà Tàng – Cầu Sập là một con rạch nối kênh Đôi với sông Cần Giuộc tại Quận 8, Thành phố Hồ Chí Minh.
Rạch Bà Tàng – Cầu Sập có chiều dài 4,5 km, có điểm đầu tại ngã ba sông nơi giao với kênh Đôi gần cầu Bà Tàng, chảy qua địa phận phường 7.
Đến khu vực đình Bình Đông, con rạch được chia làm hai nhánh. Một nhánh gần như song song với đường Phạm Thế Hiển và đổ ra sông Cần Giuộc tại vị trí cách cầu Cần Giuộc (đại lộ Nguyễn Văn Linh) khoảng 300 m về phía nam. Một nhánh mang tên Rạch Bà Lớn, bắt đầu từ khu vực này, chảy uốn cong qua hai xã Phong Phú và Bình Hưng.

## Giao thông
Trên tuyến rạch Bà Tàng - Cầu Sập có 3 cây cầu bắc qua:
- Cầu Bà Tàng (trên đường Phạm Thế Hiển)
- Cầu Ba Tơ (trên đường Trịnh Quang Nghị)
- Cầu Sập (trên đường Nguyễn Văn Linh)

## Các thông tin khác
Hai bên rạch có hai địa điểm liên quan đến tâm linh đã được biết đến từ lâu đời, đó là đình Bình Đông, miễu Cánh Đồng Hoang và một số miếu thờ năm bà Ngũ Hành. Đình Bình Đông đã được xếp hạng di tích lịch sử cấp quốc gia vào năm 1997.
Trong chiến tranh Việt Nam, khu vực này từng là căn cứ của Mặt trận giải phóng dân tộc miền Nam Việt Nam.